# آلن وینستین
آلن وِینستِین (انگلیسی: Allen Weinstein؛ ۱ سپتامبر ۱۹۳۷ – ۱۸ ژوئن ۲۰۱۵) تاریخ‌نگار، نهمین بایگان ایالات متحده، و اهل ایالات متحده آمریکا بود.

## اوایل زندگی و تحصیلات
وینستین از فرزندان مهاجران یهودی روسی‌تبار بود که در سال ۱۹۳۷ میلادی در نیویورک متولد شد. وی جوان‌ترین از بین سه فرزند خانواده بود. والدین او صاحب چندین اغذیه‌فروشی در برانکس و کویینز بودند. او از دبیرستان دویت کلینتون و کالج شهر نیویورک فارغ‌التحصیل شد، سپس پی‌اچ‌دی مطالعات آمریکا را از دانشگاه ییل دریافت کرد.